# Cruriraja rugosa
Espèce
Statut de conservation UICN

 DD  : Données insuffisantes
Cruriraja rugosa est une espèce de raie.